# Луукко, Кюёсти
Кюёсти Аугусти Луукко (фин. Kyösti Augusti Luukko; 17 февраля 1903 — 27 октября 1970) — финский борец, призёр Олимпийских игр.
Кюёсти Луукко родился в 1903 году в Нурмо (ныне — на территории Сейняйоки). В 1928 году он стал чемпионом Финляндии по греко-римской борьбе, в 1931—1932 — по вольной, в 1933 — и по вольной, и по греко-римской, в 1935—1938 — по вольной борьбе. В 1931 году стал обладателем бронзовой медали чемпионата Европы по вольной борьбе. В 1932 году завоевал серебряную медаль по правилам вольной борьбы на Олимпийских играх в Лос-Анджелесе; в 1936 году принял участие в соревнованиях по вольной борьбе на Олимпийских играх в Берлине, но на этот раз стал лишь 6-м.